# Самооборона СС «Данциг»

Прапор самооборони.

Самооборона СС «Данциг» (нім. SS-Heimwehr Danzig) — військове формування СС.

## Біографія
Самооборона була сформована пронацистськи налаштованим сенатом вільного міста Данцига в січні 1939 року з місцевих добровольців в якості загонів самооборони, призначених для боротьби із загрозою польської окупації. У травні 1939 року частини самооборони переведені в тренувальний табір в Берліні-Алендорфі. У червні 1939 року Генріх Гіммлер включив в самооборону підрозділ «Мертва голова» — 3-й штурмбанн СС 4-го штандарту «Остмарк» під командуванням Ганса-Фрідеманна Ґеце (500 осіб), який був перекинутий в Данциг і переформований в протитанковий навчальний штурм СС, а сам Ґеце очолив всю самооборону. Формально заснування самооборони відбулося 18 серпня 1939 року в складі 1 550 осіб. Під час Польської кампанії самооборона билась 5-7 вересня 1939 року з польськими військами на Вестерплатте, де втратила близько  50 солдатів, а потім діяла в складі підрозділів «Мертва голова». Після закінчення Польської кампанії 29 вересня самооборона була переведена в Дахау, де влилася до складу нової дивізії СС «Мертва голова». З її членів були сформовані 2-й і частина 3-го батальйону 3-го піхотного полку СС, а протитанкова рота стала основою для формування протитанкового дивізіону.

## Склад
| Назва підрозділу        | Командир                                  | Після розпуску самооборони                             |
| ----------------------- | ----------------------------------------- | ------------------------------------------------------ |
| Штаб                    | Оберштурмбаннфюрер СС Ганс-Фрідеманн Геце | Влився в 3-й штурмбанн 4-го штандарту «Мертва голова». |
| 1-ша стрілецька рота    | Гауптштурмфюрер СС Карл Тір               | Влилась в 2-й штандарт «Мертва голова».                |
| 2-га стрілецька рота    | Оберштурмфюрер СС Віллі Бредемаєр         | Влилась в 2-й штандарт «Мертва голова».                |
| 3-тя стрілецька рота    | Гауптштурмфюрер СС Георг Браун            | Влилась в 2-й штандарт «Мертва голова».                |
| 4-та стрілецька рота    | Гауптштурмфюрер СС Еріх Урбаніц           | Влилась в 3-й штандарт «Мертва голова».                |
| 5-та стрілецька рота    | Гауптштурмфюрер СС Отто Баєр              | Влилась в 6-й штандарт загальних СС.                   |
| 13-та гренадерська рота | Гауптштурмфюрер СС Вальтер Шульц          | Відправлена в почесний резерв СС.                      |
| 14-та протитанкова рота | Гауптштурмфюрер СС Йозеф Штайнер          | Влилась в Головне управління СД.                       |
| 15-та протитанкова рота | Оберштурмфюрер СС Отто Ляйнер             | Влилась в 10-й штандарт загальних СС.                  |

## Почесний знак

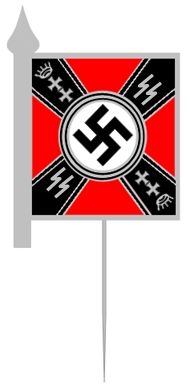
Почесний знак.

Почесний знак самооборони СС «Данциг» (нім. Ehrennadel der SS-Heimwehr Danzig) — нагорода НСДАП для службовців самооборони. Знак являв собою копію прапора самооборони і носився на лівому боці грудей за допомогою довгої голки, припаяної до реверса. На реверсі зображена назва виробника STUMPFU. SOHN DANZIG.
Як і всі нагороди НСДАП, в сучасній Німеччині знак вважається символом антиконституційної пропаганди, а його носіння, виготовлення і публічна демонстрація заборонені.

## Відомі члени самооборони
- Йоганн Айґлер
- Макс Паулі